# Kusoban
Kusoban (糞盤?, Shit Disc) è il secondo album in studio del gruppo musicale giapponese Maximum the Hormone, pubblicato il 21 gennaio 2004 dalla Mimikajiru.

## Tracce
Testi e musiche di Maximum the Ryo.
1. Koino Sweet Kusomeriken – 3:43
2. Seritsuwa Kannazukiwo Korasu Kion – 2:51
3. Healthy Bob – 2:17
4. Cefiro Radio Comeback -Seishunnsaikai- – 2:34
5. Mr BoogyTamblingman – 3:02
6. Heisei Strawberryvibe – 3:12
7. BOURIKI – 1:37

Traccia bonus
1. TATARIKUN – 0:48

## Formazione
- Daisuke-han – voce
- Maximum the Ryo-kun – voce, chitarra
- Ue-chan – basso
- Nawo – voce, batteria